# Социалистическая партия Латвии
Социалисти́ческая па́ртия Ла́твии (СПЛ; латыш. Latvijas Sociālistiskā partija, LSP) — марксистская партия в Латвии (с 1994 г.). Не представлена в парламенте с октября 2022 года. Председатель — Владимир Фролов. Входит в объединение «Центр согласия»; критически относится к членству страны в ЕС и НАТО. Руководящий орган — правление, состоящее из председателя СПЛ, 3 его заместителей и 5 членов правления. Символ — красная гвоздика.

## История
Истоки Социалистической партии Латвии лежат во фракции «Равноправие» Верховного Совета Латвийской Республики, избранного в 1990 году. В 1993 году на выборах в Пятый Сейм список «Равноправия» получил семь депутатских мандатов. Депутатом был избран и находившийся в тюрьме Альфред Рубикс, бывший мэр Риги, первый секретарь ЦК Коммунистической партии Латвии с апреля 1990 года. Председателем фракции «Равноправие» в Пятом Сейме стал Филипп Строганов. После выборов Пятого Сейма в законодательство были внесены изменения, согласно которым в выборах могли участвовать только партийные списки.
Поэтому в январе 1994 года на базе движения «Равноправие» была создана Социалистическая партия Латвии. Её первыми сопредседателями стали Я. Трейкалс, М. Бекасов, Г. Фёдорова. По списку Социалистической партии в 1994 году были избраны четыре депутата Рижской думы, несколько депутатов самоуправлений городов Латгалии. В 1995 году сопредседателями СПЛ стали Трейкалс, Филипп Строганов и Лариса Лавиня, а в Сейм от СПЛ было избрано пять депутатов: О. Денисов, М. Бекасов, А. Голубов, М. Луянс, А. Барташевич. К этому времени между активистами движения «Равноправие» и лидерами Социалистической партии появились идеологические и тактические разногласия, и после выборов Шестого Сейма произошло разделение. С того момента три депутата (М. Бекасов, О. Денисов, А. Голубов) представляли интересы ставшей марксистской Социалистической партии, а двое — интересы «Равноправия». В 1996 году вместо сопредседателей был избран один председатель СПЛ, которым стал Ф. Строганов. 1997 году, на выборах в Рижскую думу, список Социалистической партии получил одно место (И. Иванов).
На выборах в Седьмой Сейм в 1998 году, в Восьмой Сейм в 2002 году и Рижскую думу в 2001 году, Социалистическая партия участвовала в составе ЗаПЧЕЛ. В Седьмом Сейме социалисты получили четыре депутатских места (М. Бекасов, О. Денисов, А. Голубов, Б. Растопыркин), в Восьмом Сейме пять (М. Бекасов, О. Денисов, А. Голубов, Н. Кабанов, С. Фёдоров), в Рижской думе одно (И. Иванов).
В июне 2003 года, вскоре после выхода Партии народного согласия из ЗаПЧЕЛ, из этого объединения вышла и Социалистическая партия. Однако ряд её членов, включая депутата Сейма Николая Кабанова, предпочли остаться в ЗаПЧЕЛ. Они вышли из СПЛ и приняли участие в создании партии BITE.
После неудачи на выборах Европарламента, на выборах в Рижскую думу 12 марта 2005 года партия участвовала в союзе с блоком «Родина». Блок «Родина»-СПЛ на выборах в Рижскую думу получил 8 мандатов, из них у Социалистической партии 3 (лидер списка — сын председателя партии Артур Рубикс, И. Зуев, И. Иванов). После выборов Соцпартия вступила в объединение «Центр Согласия». С 1999 до 2015 года председателем партии являлся Альфред Рубикс, выпущенный из тюрьмы в ноябре 1997 года, но не имеющий права быть избранным в Сейм или самоуправления.
Партия никогда не была у власти в Латвии. В Риге она участвовала в правящей коалиции в 2001—2005 и с 2009 года; в созыве 2005—2009 годов по некоторым вопросам поддерживала правое руководство Рижской думы, сохранив благодаря этому полученный при прошлой думе пост исполнительного директора Латгальского предместья (Д. Павлов, позднее перешёл в ЛПП/ЛЦ). В 2006 году четыре социалиста (А. Голубов, О. Денисов, Ар. Рубикс, С. Фёдоров) были избраны депутатами Сейма по списку ЦС.
До 1999 года наиболее близок партии был еженедельник «Будни»; до 2001 года дружественна была и ежедневная газета «Панорама Латвии». С 2003 до 2006 года партия регулярно издавала ежемесячные газеты «Социалист Латвии» и «Latvijas Sociālists»; позднее они, по состоянию на 2016 год, выходят нерегулярно. В 2009 г. лидер партии Ал. Рубикс избран депутатом Европарламента (до 2014 г.) по возглавленному им списку ЦС, а ряд социалистов стал депутатами местных самоуправлений. В 2010 году четыре социалиста (Р. Рубикс, С. Фёдоров — от Латгалии; И. Зуев, Ар. Рубикс — от Риги) были избраны депутатами Сейма по списку ЦС. Оба младших Рубикса и Зуев были переизбраны в Сейм по списку ЦС в 2011 году, а в 2014 году — оба младших Рубикса (по списку «Согласия»). В 2015 г. депутатом Сейма вновь стал также И. Зуев, когда мандат сложила избранная по рижскому округу от «Согласия» Р. Лочмеле-Лунёва. В 2018 году в Сейм был переизбран Артур Рубикс. На выборах в Рижскую думу 2020 года партия получила место в списке «Согласия», по которому был избран старший брат Артура Раймонд Рубикс. 
На выборах 1 октября 2022 года ЦС потерял все места в парламенте.